# رلی سرانو
رُلی سرانو (اسپانیایی: Roly Serrano‎؛ زادهٔ ۸ آوریل ۱۹۵۵) هنرپیشه سینما، تئاتر و تلویزیون آرژانتینی است. از فیلم‌هایی که وی در آن نقش داشته است، می‌توان به ناین کوئینز اشاره نمود.